# 모르스 (음료)
모르스(러시아어: морс)는 슬라브 지역의 무알콜 음료로 주로 월귤, 크랜베리 등 장과로 만든다. 러시아, 우크라이나를 비롯한 구소련 지역에서 즐겨 마시는 음료로 가장 오래된 기록은 16세기에 편찬된 보야르 생활 규범집인 《도모스트로이》에 실려 있다.

## 같이 보기
- 키셀
- 콤포트
- 러시아 요리